# Caryomys eva
Caryomys eva е вид бозайник от семейство Мишкови (Muridae).

## Разпространение
Видът е разпространен в Китай (Гансу, Нинся, Съчуан, Хубей, Цинхай и Шънси).